# Матіас Каталан
Матіас Каталан (ісп. Matías Catalán; нар. 19 серпня 1992, Мар-дель-Плата) — аргентинський і чилійський футболіст, центральний захисник клубу «Тальєрес» та національної збірної Чилі.
Виступав також за «Сан-Лоренсо» та «Пачуку».

## Клубна кар'єра
Народився 19 серпня 1992 року в місті Мар-дель-Плата. Вихованець юнацьких команд «Сан-Лоренсо». У дорослому футболі дебютував 2012 року виступами за головну команду цього клубу, де провів чотири сезони, взявши участь у 21 матчі чемпіонату. 2014 року став у його складі володарем Кубка Лібертадорес. 
Згодом у 2016—2017 роках грав на правах оренди за «Атлетіко Рафаела» та «Сан-Мартін» (Тукуман), після чого перебрався до Мексика, ставши гравцем клубу «Атлетіко Сан-Луїс».
Своєю грою за останню команду привернув увагу представників тренерського штабу «Пачуки», до складу якої приєднався 2021 року. Відіграв за команду з Пачука-де-Сото наступний рік своєї ігрової кар'єри. Більшість часу, проведеного у складі «Пачуки», був основним гравцем захисту команди.
На початку 2022 року повернувся на батьківщину, приєднавшись на орендних правах до «Тальєреса». У січні 2023 року уклав із клубом з Кордови повноцінний контракт.

## Виступи за збірну
Через батька-чилійця мав право захищати кольори національної збірної Чилі і 2023 року дебютував в офіційних матчах у її складі.
У складі збірної був учасником розіграшу Кубка Америки 2024 року у США.

## Титули і досягнення
- Володар Кубка Лібертадорес (1):

«Сан-Лоренсо»: 2014